# Cetoconcha malespinae
Cetoconcha malespinae är en musselart som beskrevs av Ridewood 1903. Cetoconcha malespinae ingår i släktet Cetoconcha och familjen Poromyidae. Inga underarter finns listade i Catalogue of Life.